# Sukeban deka
Sukeban deka (スケバン刑事?) è un manga shōjo scritto e disegnato da Shinji Wada e pubblicato a partire dal 1976 sulla rivista Hana to yume di Hakusensha.
In seguito, il manga ha ricevuto diversi adattamenti: tre serie live action trasmesse tra il 1985 e il 1987, un OAV di due episodi e tre film. Sono stati anche pubblicati quattro manga spin-off.

## Trama
La storia segue le vicende di Saki, una studentessa delinquente la quale ad un certo momento viene assunta dal governo e costretta a combattere la criminalità imperante all'interno della società per potersi in tal modo riscattare. Si è data a tal fine il nome in codice di Saki Asamiya; suo compito è quello di infiltrarsi all'interno delle scuole superiori in giro per il paese per cercare di fermare le attività criminali che vi si svolgono e indagare su di esse.

## Personaggi
Saki Asamiya
Eroina della storia, un'autentica combattente naturale il cui piacere più alto è sempre consistito nell'attaccar briga e litigare col prossimo. Non ammette mai d'esser nel torto, non arretra davanti a nulla ed è molto cocciuta e testarda.
Agura
Rivale di Saki mentre questa si trova in prigione; una donna molto mascolina che in un primo momento nutre un'avversione naturale per Saki, ma poi col tempo la comprende un po' meglio ed inizia a rispettarla (appare solo nel manga).
Chie
Dolce e gentile amica e compagna di Sai in prigione, anche lei appare solo nel manga originale.
Kaoru
Colei che si rivelerà esser la miglior amica di Saki in prigione, è molto vulnerabile e finisce per esser aggredita dalle altre ragazze detenute. Per aiutar Saki a fuggir di prigione, non esiterà a sedurre la guardia carceraria lesbica (appare solamente nel manga).
Jin
Mentore di Saki
Mio
Partner di Jin
Hikuidori
Un'intrigante e sorniona compagna di cella di Saki. Ha un neo sotto l'occhio. In un primo momento dimostra la massima amicizia a Saki, per poi tradirla rivelandosi così esser un informatore di Remi (appare solo nel manga).
Junko
Una timida e tranquilla ragazza che fa amicizia con Saki; è un'artista di talento ed è vista da Emi come una minaccia, la quale cerca in tutti i modi d sabotare il suo lavoro.
Gozo Mizuki
Patriarca della famiglia criminale antagonista a Saki.
Remi Mizuki
Figlia maggiore di Gozo, una bella biondina spietata e completamente sociopatica. Al liceo che frequenta sono molti gli studenti che l'ammirano per il suo spiccato fascino; tuttavia, lungo l'intera serie ella funge da antagonista mortale di Saki. Responsabile della morte di Junko, cerca di far assassinare anche Ayumi; penserà infine di sterminare l'intera famiglia uccidendo anche il padre e l'altra sorella.
Ayumi Mizuki
Una ragazzina dai capelli scuri, ha quattro guardie del corpo che la seguono ovunque vada; è tossicodipendente. Nonostante il suo atteggiamento in superficie freddo e distante, prova un gran senso di fedeltà nei confronti del padre e delle sorelle. Nell'OAV viene uccisa da Remi che aspira a portarle via tutti i soldi.
Emi Mizuki
Sorella più giovane della famiglia, ha uno spiccato talento artistico; estremamente egocentrica non riesce a fare a meno di vedersi come una grande star: ciò la porta ad utilizzare l'influenza del padre per cercare di corrompere i giudici e rubare le idee degli altri artisti in gara durante i concorsi. Nell'OAV finisce per esser assassinata assieme al padre da Remi.
I quattro Deva
Guardie del corpo di Ayumi. Come armi utilizzano una spada di legno, un tirapugni, la catena di una bicicletta e un paio di nunchaku.
Sampei
Un fervente ammiratore di Saki che la segue in continuazione per tutto il campus scolastico, ovunque ella vada.

## Media

### Serie TV
Tre serie TV live action sono state tratte dal manga.

La prima serie è stata trasmessa nel 1985, conta di 24 episodi e vede Yuki Saitō interpretare il ruolo della protagonista.

La seconda è stata trasmessa tra il 1985 e '86 per un totale di 42 episodi, e vede Yoko Minamino assumere il ruolo dell'eroina, la 2° Sukeban Deka, una misteriosa ragazza che indossa una maschera di ferro.

Infine, la terza serie è stata trasmessa dal 1986 al 1987 e conta nuovamente di 42 episodi, con Yui Asaka che interpreta una nuova e giovanissima Sukeban.

### OAV
Un OAV composto da due episodi da 50 minuti è stato trasmesso nel 1991.

Nell'anime, Saki lavora come poliziotta sotto copertura ed infiltrata nella High School Takanoah, col compito di indagare sopra alcune morti avvenute misteriosamente tra il corpo studentesco.

### Film
Dal manga sono stati tratti in totale tre film: il primo nel 1987, intitolato Sukeban Deka The Movie, con Yoko Minamino e Yui Asaka; il secondo l'anno successivo intitolato Sukeban Deka the Movie 2: Counter-Attack from the Kazama Sisters; il terzo è uscito nel 2006 col titolo internazionale di Yo-Yo Girl Cop.